# Don McLean
Donald "Don" McLean (ur. 2 października 1945 w New Rochelle) – amerykański piosenkarz, gitarzysta i kompozytor związany z gatunkiem folk i folk rock.
McLean wykonuje folkowe i rockowe ballady zwykle przy akompaniamencie gitary akustycznej i małego zespołu instrumentalnego. Do najbardziej znanych przebojów McLeana należą: American Pie, zainspirowany tragiczną śmiercią pionierów rock and rolla, Buddy’ego Holly’ego, Ritchiego Valensa i Big Boppera. And I Love You So, Castles in the Air, Since I Don’t Have You, Vincent oraz jeden z najbardziej przejmujących antywojennych protestsongów The Grave.

## Dyskografia
- 1970 Tapestry
- 1971 American Pie
- 1972 Don McLean
- 1974 Playin' Favourites
- 1974 Homeless Brother
- 1976 Solo [Live]
- 1977 Prime Time
- 1980 Chain Lightning
- 1982 Believers
- 1983 Dominion
- 1987 Love Tracks
- 1989 For the Memories, Vols. 1 & 2
- 1991 Headroom
- 1991 Christmas
- 1995 River of Love jaj
- 1997 Favorites
- 1997 For the Memories
- 1997 Christmas Dreams
- 2001 Sings Marty Robbins
- 2001 Starry Starry Night [live]
- 2004 In Concert [live]